# Nanwan-Affeninsel
Das Naturschutzgebiet Nanwan-Affeninsel (南湾猴岛自然保护区) befindet sich in der Großgemeinde Xincun, die zum Autonomen Kreis Lingshui der Li an der südlichen Küste der chinesischen Inselprovinz Hainan gehört. Die „Affeninsel“ ist keine Insel, sondern bildet die Spitze der Nanwan-Halbinsel. Sie ist ein staatliches Naturschutzgebiet für Rhesusaffen (Macaca mulatta).
Das Naturschutzgebiet wurde im Jahr 1965 gegründet und hat sich seitdem zu einem beliebten Touristenziel entwickelt. Es ist mittlerweile die Heimat von über 2000 Rhesusaffen und mit 1000 Hektar Chinas größtes Naturschutzgebiet zur Aufzucht und auch zum Training von Affen.